# Хубер-Хоц, Аннемари
Аннемари Хубер-Хоц (нем. Annemarie Huber-Hotz, 16 августа 1948, Бар, кантон Цуг, Швейцария — 1 августа 2019) — федеральный канцлер Швейцарии с 1 января 2000 по 31 декабря 2007 года.

## Биография
Хубер-Хоц окончила начальную и среднюю школу в Баре и гимназию в Цуге. Затем она изучала социологию, этнологию и политические науки в университетах Берна, Уппсалы (Швеция) и в Институте международных исследований в Женеве.
Она занимала следующие должности:
- 1976—1977: изучала пространственное планирование в кантоне Цуг
- 1978—1981: работала в пресс-службе Генерального секретариата парламента Швейцарии
- 1981—1992: работала в секретариате Совета кантонов Швейцарии
- 1989—1992: директор Научной службы парламента
- 1992—1999: генеральный секретарь Федерального собрания
- 2000—2007: федеральный канцлер Швейцарии

В 2011—2019 годах — президент швейцарского Красного Креста и вице-президент ex-officio Международной федерации обществ Красного Креста и Красного Полумесяца.
Скончалась летом 2019 года.
Кроме родных немецкого и немецко-швейцарского, она владела английским, французским и шведским языками.

## Личная жизнь
Аннемари Хубер-Хоц была замужем, у неё трое детей.